# Maria Anna von Oettingen-Spielberg
Maria Anna Katharina von Oettingen-Spielberg, född 21 september 1693 i Wien, död 15 april 1729 i Głogów, Schlesien, furstinna av Liechtenstein 1721-1729; gift i Wien 3 augusti 1716 med furst Josef Johann Adam av Liechtenstein.